# Rougemont, North Carolina
Rougemont är en ort i Durham County och Person County i delstaten North Carolina, USA.